# Pandanus apicalis
Pandanus apicalis är en enhjärtbladig växtart som beskrevs av Harold St.John. Pandanus apicalis ingår i släktet Pandanus och familjen Pandanaceae. Inga underarter finns listade.